# Edvard Zegers
Edvard Zegers (Amsterdam, 17 maart 1927 – Delfstrahuizen, 18 augustus 2018) was een Nederlandse beeldhouwer en docent.  
Zegers studeerde aan de Rijksakademie van beeldende kunsten Rijksacademie in Amsterdam, waar hij les kreeg van Piet Esser. 
Na de academie werkte hij aan meerdere monumentale opdrachten, waarvoor hij veel met architecten samenwerkte. Hoewel Zegers in de figuratieve traditie werd opgeleid, ontwikkelde hij zich uiteindelijk in de abstracte richting. Belangrijke thema's binnen zijn werk waren evolutie en ontwikkeling en groeiprocessen. 
Zegers was getrouwd met kunstenares Loekie Zondag. 